# Poslední step ve Springfieldu
Poslední step ve Springfieldu (v anglickém originále Last Tap Dance in Springfield) je 20. díl 11. řady (celkem 246.) amerického animovaného seriálu Simpsonovi. Scénář napsala Julie Thackerová a díl režírovala Nancy Kruseová. V USA měl premiéru dne 7. května 2000 na stanici Fox Broadcasting Company a v Česku byl poprvé vysílán 5. března 2002 na stanici ČT1.

## Děj
Při návštěvě obchodního centra navštíví Homer optometričku, aby si nechal vyšetřit oči, a poté, co odmítne mnoho brýlí, podstoupí laserovou operaci. Po operaci Homer odmítne nakapání očních kapek, a tak se mu v očích vytvoří škraloupy. Zatímco je dočasně oslepený, nechá se oklamat a jede do obchodu s alkoholem, aby koupil whiskey Jack Daniel’s a karton cigaret pro Dolpha, Jimba a Kearneyho. 
Ve stejnou dobu Marge a Líza shánějí věci na Bartův školní výlet. Při sledování filmu Tango de La Muerte v multikině nákupního centra se Líza ztotožní s hlavní ženskou postavou, knihomolkou jménem Lisabella, kterou mistr tanga požádá, aby se stala jeho partnerkou, a do níž se pak zamiluje. To Lízu inspiruje k tomu, aby se zapsala do taneční školy, kde chce navštěvovat kurzy tanga, nicméně protivná bývalá dětská hvězda Vicki Valentine ji protlačí na hodiny stepu. Líziny naděje, že se stane tanečnicí, jsou zmařeny, když zjistí, že je tam nejhorší tanečnicí, dokonce ji předčí i Ralph Wiggum. Pokračuje v docházce na hodiny stepu, protože nechce naštvat Homera a Marge. Když škola pořádá taneční recitál, Líza zjistí, že nebude tančit a že byla odsunuta na místo tahačky opony, jež má představení zahájit, přičemž Vicki se nakonec rozhodne, že tahání opony je pro Lízu příliš důležité, a místo toho ho dělá sama. Profesor Frink vymyslí plán, jak připevnit na Líziny boty zařízení, které je donutí automaticky ťukat při jakémkoli perkusivním zvuku. To jí umožní napodobit ostatní tanečníky a zúčastnit se recitálu. Na přehlídce se stane hvězdou, dokonce předčí rozzuřenou Vicki, ale když jí publikum zatleská, boty se jí vymknou kontrole. Homer zachrání situací tím, že Líze podrazí nohy. Zdá se, že Vicki konečně soucítí s Lízinou zoufalou snahou stát se hvězdou, i když k údivu Homera a Marge poznamená, že to zahrnovalo Vickiino zničení ratingu Buddyho Ebsena. Líza odchází s rodiči, protože se rozhodla, že stepování není nic pro ni. 
Mezitím se Bart a Milhouse vytratí z autobusu, jenž veze děti na kempování, když zjistí, že tam s nimi bude Nelson Muntz, který má v plánu je oba zmlátit. Rozhodnou se schovat v obchodním domě a strávit tam noc, přičemž se po uzavření obchoďáku perou o boty a způsobují zmatek. Druhý den ráno uvidí správce budovy a šéf Wiggum nepořádek, který Bart a Milhouse vytvořili, a slepě dojdou k závěru, že ho způsobila obří krysa, v důsledku čehož obchoďák zavřou. Vypustí do budovy pumu, aby krysu chytila, ale Bart a Milhouse použijí klubko příze, aby pumu odlákali a utekli. Wiggum později uvidí kus červené příze visící pumě z tlamy a myslí si, že je to krysí ocas, což ho přiměje uzavřít případ a nesoustředit se na to, aby pumu vrátil do klece.

## Produkce a analýza
Díl napsala Julie Thackerová a režírovala Nancy Kruseová. Thackerovou příběh napadl, když začala v létě zapisovat svých pět dcer do tanečních kurzů. V audiokomentáři na DVD k epizodě poznamenala, že se jí příliš nelíbily metody učitelů a nevychovaní rodiče ostatních dětí. Vicki Valentine, Lízina učitelka stepu, je založena na bývalé americké dětské herečce Shirley Templeové. Postavu namluvila stálá členka obsazení Tress MacNeilleová, ačkoli role byla původně nabídnuta samotné Templeové, ale ta repliky nemohla nahrát. Podle Pamely Klaffkeové, autorky knihy Spree: A Cultural History of Shopping z roku 2003, se myšlenka „uvěznění ve zdech obchodu nebo nákupního střediska“ stala v době vysílání této epizody „filmovým klišé“. Podle ní právě toto klišé přimělo scenáristy k příběhu, v němž vystupují Bart a Milhouse.

## Vydání
Epizoda byla původně vysílána na stanici Fox ve Spojených státech 7. května 2000. 7. října 2008 vyšel díl na DVD jako součást boxu The Simpsons – The Complete Eleventh Season. Členové štábu Mike Scully, George Meyer, Ian Maxtone-Graham, Julie Thackerová, Yeardley Smithová a Nancy Kruseová se podíleli na audiokomentáři k epizodě na DVD. Na box setu byly také zařazeny vymazané scény z dílu.
Epizoda se setkala se smíšeným přijetím ze strany kritiků. 
Při recenzování 11. řady Simpsonových se Colin Jacobson z DVD Movie Guide vyjádřil, že ani zápletka zahrnující Lízu, ani podzápletka s Bartem a Milhousem „nevyniká“, ale že ta druhá je „lepší z obou zápletek“. Dodal, že „z obou se dočkáme několika slušných úsměvů a to je asi tak všechno“.
Nancy Basileová z About.com naopak uvedla díl jako jednu z epizod, které podle ní v 11. sezóně „zazářily“.